# Homero Lorenzo Ríos
Homero Lorenzo Ríos, (m. el 25 de septiembre de 2008, en La Cebolla, Guerrero.) fue un médico y político mexicano, que se desempeñó como presidente municipal de Ayutla de los Libres, Guerrero, y que fue asesinado el 25 de septiembre de 2008, por un comando armado cuando era candidato a diputado local por el Partido de la Revolución Democrática. Diputados federales del PRD de Guerrero condenaron el asesinato a través de una nota de la Cámara de Diputados.